# Готфрид I (граф Лувена)
Готфрид I Бородатый, Смелый или Великий (фр. Godefroid I le Barbu, le Courageux ou le Grand, нем. Gottfried I der Bärtige, нидерл. Godfried I met den Baard; ок. 1060, возможно Лёвен — 25 января 1139, около Лёвена), граф Лувена и ландграф Брабанта, герцог Нижней Лотарингии и маркграф Антверпена (под именем Готфрида V).

## Биография
Старший брат Гофрида, Генрих III, умер в 1095 году от раны, полученной на турнире. Поскольку он оставил только дочерей, его владения, графства Лувен и Брабант, унаследовал Готфрид.
В начале своего правления Готфрид вступил в конфликт с епископом Льежа Отбертом из-за графства Бруненгёруц, на которое они претендовали. Спор решил император Генрих IV, который отдал графство епископу, который, в свою очередь, поручил управление им графу Намюра Альберту III. Позже Готфрид выступал арбитром в споре Генриха III Люксембургского и Арнольда I Лоонского за право назначения аббата Сент-Трюйдена.
Находясь в милости императора Генриха IV, Готфрид отстаивал свои интересы в Лотарингии. В 1102 году он остановил вторжение в Камбре Роберта II Фландрского.
После смерти в 1106 году Генриха IV его преемник, Генрих V, восстававший против отца, решил отомстить его сторонникам. Он конфисковал Нижнелотарингское герцогство у Генриха I Лимбургского, а самого герцога заключил в тюрьму. Новым герцогом был назначен Готфрид Лувенский. Хотя Генрих Лимбургский смог бежать из заключения и захватил Ахен, все его попытки вернуть герцогство успехом не увенчались.
В 1114 году, когда Генрих V конфликтовал с папой Пасхалием II, Готфрид восстал против императора. Примирились они только в 1118 году. После того как король Англии Генрих I женился на Аделизе Лувенской, дочери Готфрида, благодаря чему герцог породнился с императором (он был женат на Матильде Английской, дочери Генриха I от первого брака) и сильно увеличил свой престиж.
В 1119 году умер граф Фландрии Бодуэн VII, не оставивший наследников. На графство предъявило права несколько претендентов, один из которых, Вильгельм Ипрский, был женат на племяннице второй жены Готфрида, который поддержал его требования. Однако успеха Вильгельм не добился, в итоге графом был признан Карл Добрый. В том же году умер епископ Отберт. Вакантный пост оспаривали 2 претендента, однако и здесь Готфрид поддерживал в итоге проигравшего спор.
В 1125 году умер император Генрих V. В споре за корону Готфрид поддержал франконского герцога Конрада Гогенштауфена, однако выбран был его соперник, Лотарь Супплинбургский. Поддержка проигравшей стороны стоила Готфриду титула герцога Нижней Лотарингии, который Лотарь отдал Валерану Лимбургскому, сыну бывшего соперника Готфрида. Впрочем, Готфрид сохранил Антверпенскую марку и герцогский титул, который в 1183 году трансформировался в титул герцога Брабанта.
Смерть бездетного Карла Доброго в 1127 году привела к новому спору за фландрское наследство. Сначала преимущество получил Вильгельм Клитон, но против него возникло восстание. Готфрид поддержал претензии Тьерри Эльзасского, который в итоге и стал графом Фландрии.
Последние годы Готфрид провёл в аббатстве Аффлигем. Он умер 25 января 1139 года и был похоронен в левом проходе церкви аббатства. Ему наследовал старший сын Готфрид II. Ещё один сын (вероятно, незаконнорожденный), Жоселин, перебрался в Англию, где стал родоначальником аристократического рода Перси, игравшего заметную роль в истории англо-шотландского Пограничья.